# Laukkasenjärvi
Laukkasenjärvi är en sjö i kommunen Kuopio i landskapet Norra Savolax i Finland. Sjön ligger 93,2 meter över havet. Den är 10,3 meter djup. Arean är 51 hektar och strandlinjen är 7,81 kilometer lång. Sjön  ingår i Vuoksens huvudavrinningsområde.   Den ligger omkring 27 kilometer sydöst om Kuopio och omkring 330 kilometer nordöst om Helsingfors. 
I sjön finns öarna Mäkilehdonsaaret och Vennulansaari. 